# Тиньга
Тиньга — река в Холмогорском районе Архангельской области России.
Протекает по территории Белогорского сельского поселения. Впадает в Пинегу по правому берегу в 46 км от её устья, напротив устья реки Угзеньга. В устье реки находится нежилая деревня Петухово. Длина реки — 25 км, площадь бассейна — ок. 50 км². Питание смешанное, с преобладанием снегового. Крупнейшие притоки: Коровий, Котельный. Соединяется с озёрами: Чухонское, Луковецкое, Малое Борисовское, Большое Борисовское. В среднем течении реку пересекает мост лесовозной дороги. Близ устья реку пересекает мост участка «Белогорский — Пинега» автодороги «Архангельск — Кимжа — Мезень».